# PFC Velbazhd Kyustendil

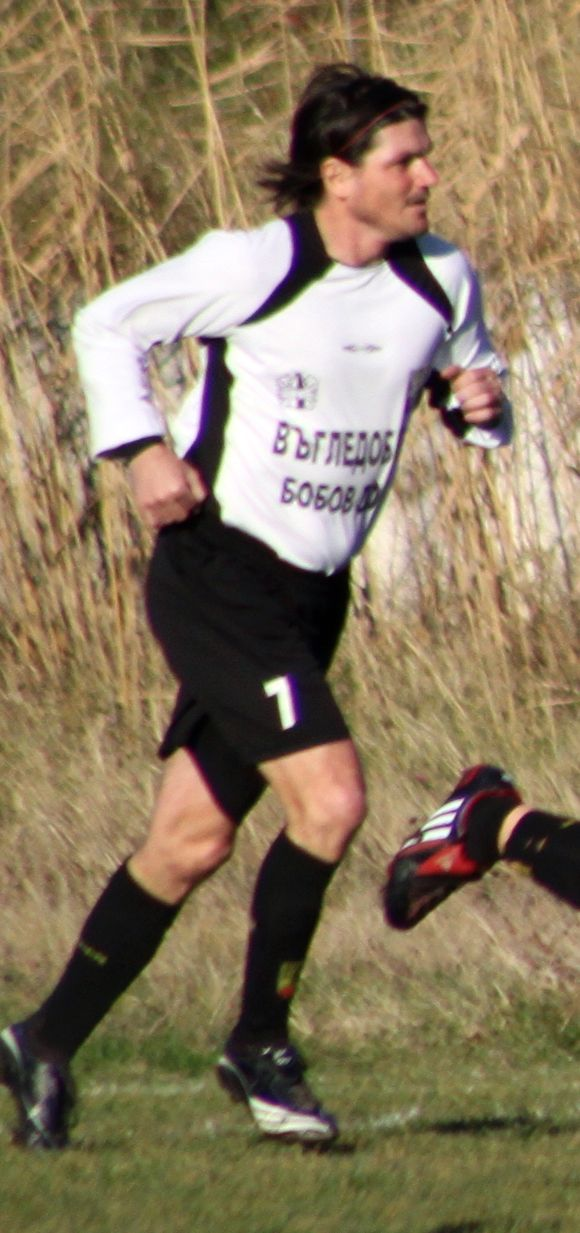
Plamen Petrov el quien tiene el récord de más apariciones con el club en la A PFG.

El PFC Velbazhd Kyustendil es un equipo de fútbol de Bulgaria que juega en la V AFG, la tercera liga de fútbol más importante del país.

## Historia
Fue fundado en el año 1919 en la ciudad de Kyustendil con el nombre SC Motsion, aunque han tenido varios nombre a lo largo de su historia, los cuales han sido:
- SC Motsion (1919-20)
- SC Borislav (1928-40)
- FC Pautalia (1940-45)
- FC Cherveno (1945-56)
- Levski Kyustendil (1956-70)
- FC Velbazhd (1970-90)
- FC Levski Kyustendil (1990-99)
- PFC Velbazhd (1999-hoy)

Han permanecido la mayor parte desu historia entre en segundo y el tercer nivel, pero en 1953 lograron el ascenso por primera vez a la Liga Profesional de Bulgaria, la máxima categoría del fútbol en el país, jugando su primera temporada al año siguiente, aunque descendieron en su primera temporada tras terminar en el puesto 12.
El segundo ascenso del club fue en la temporada 1994/95, destacando en la temporada 1999/2000 en la que quedaron de terceros, la cual es su mejor temporada en la historia en la máxima categoría, en la que su delantero Mihail Mihaylov fue el máximo goleador de la temporada con 20 goles.
Fue hasta la temporada 2000/01 que jugaron su primer Copa de Bulgaria, en la cual alcanzaron la final, la cual perdieron ante el PFC Litex Lovech 0-1. Han jugado 7 temporadas en la máxima categoría de Bulgaria.

## Palmarés
- Copa de Bulgaria: 0
  - Finalista: 1

2000/01
- B PFG Grupo 2: 1

1994/95

## Participación en competiciones de la UEFA
| Temporada | Torneo                    | Ronda | Club             | Casa | Visita | Global  |
| --------- | ------------------------- | ----- | ---------------- | ---- | ------ | ------- |
| 2000      | Copa Intertoto de la UEFA | 1     | UCD              | 0-0  | 3-3    | 3-3 (a) |
| 2000      | Copa Intertoto de la UEFA | 2     | SK Sigma Olomouc | 2-0  | 0-8    | 2-8     |

## Jugadores destacados
| - Antoni Zdravkov - Plamen Petrov - Daniel Hristov - Georgi Petrov | - Ivo Mihaylov - Ilian Stoyanov - Velko Hristev - Petar Kolev | - Boyko Velichkov - Mihail Mihaylov - Nematjan Zakirov - Vančo Trajanov |